# Bigger than life
Bigger than life er en dansk kortfilm fra 1982 instrueret af Vlado Oravsky.

## Handling
En pige i sine tidlige teenageår har feberhallucinationer og mener, at hun kun kan leve, så længe det sidste blad af rådhusvinen, der vokser på den modsatte facade, forbliver. Da det sidste blad blæser af en sen efterårsnat, beslutter hendes far, en maler, at male det direkte på facaden. Han falder fra højttrinnet og dør.

## Medvirkende
- Hardy Rafn
- Sonja Oppenhagen